# Terme di Merano
Le terme di Merano (in tedesco Thermen Meran) sono una struttura termale e turistica al centro di Merano.
Situate alla riva del fiume Passirio e al lato opposto del noto “Kurhaus”, le terme di Merano si presentano con una superficie (di 7.650 m²) con piscine all'interno, ma anche all'esterno (in tutto 25 piscine). Il parco verde rappresenta una superficie 50.000 m². 
La "piazza delle Terme"  (Thermenplatz) situata tra l'edificio principale e l'albergo termale offre spazio per manifestazioni musicali ed eventi serali, collega le terme con il centro storico di Merano, e comprende un parcheggio sotterraneo.

## Storia
La storia delle terme di Merano è legata a quella della città. 
La nascita della città termale di cura seguì nel 1836, favorita dai vantaggi del clima mite a Merano, adatto per pazienti di varie patologie.
Lo scoppio della prima guerra mondiale mise di colpo fine al turismo meranese. La ripresa avvenne solo nel 1933, quando un geologo scoprì dell'acqua contenente radon su monte San Vigilio (ted. Vigiljoch) e la stazione climatica, divenne una località termale.
Nel 1958 venne fondata la “Società Azionaria Lavorazione Valorizzazione Acque Radioattive”, la S.A.L.V.A.R., che nel 1972 aprì le terme di Merano, alimentate dalle sorgenti radioattive di monte San Vigilio. Le applicazioni terapeutiche comprendevano bagni di fango, idromassaggi, cure inalatorie e cure idropiniche, oltre ai bagni nella grande piscina coperta. Nel 1982 la società mutò il proprio nome da S.A.L.V.A.R. in "Meraner Kurbad AG – Terme Merano S.p.A." Fino a quel momento lo Stato italiano era il socio di maggioranza con il 60% delle azioni.
Alla fine del 1997 la Provincia autonoma di Bolzano, già in possesso del 39% delle azioni, divenne il socio di maggioranza, segnando l'inizio delle nuove terme di Merano. Le terme di Merano hanno la forma giuridica di una società per azioni di proprietà del 99,8% della provincia di Bolzano e del 0,2% del comune di Merano ed "azienda di cura e soggiorno di Merano".
Nel 2005, l'architetto Matteo Thun realizza la struttura della terme.

## Accessibilità
Le Terme di Merano hanno poche barriere architettoniche e dispongono di un parcheggio gratuito per persone con disabilità.